# Nederländernas Grand Prix 1984
Nederländernas Grand Prix 1984 var det trettonde av 16 lopp ingående i formel 1-VM 1984.

## Resultat
1. Alain Prost, McLaren-TAG, 9 poäng
2. Niki Lauda, McLaren-TAG, 6
3. Nigel Mansell, Lotus-Renault, 4
4. Elio de Angelis, Lotus-Renault, 3
5. Teo Fabi, Brabham-BMW,2
6. Patrick Tambay, Renault, 1
7. Francois Hesnault, Ligier-Renault
8. Keke Rosberg, Williams-Honda (varv 68, bränslebrist)
9. Jonathan Palmer, RAM-Hart
10. Philippe Alliot, RAM-Hart
11. René Arnoux, Ferrari (66, elsystem)
12. Jo Gartner, Osella-Alfa Romeo
13. Eddie Cheever, Alfa Romeo (65, bränslebrist)

### Förare som bröt loppet
- Thierry Boutsen, Arrows-BMW (varv 59, olycka)
- Huub Rothengatter, Spirit-Hart (53, gasspjäll)
- Riccardo Patrese, Alfa Romeo (51, motor)
- Andrea de Cesaris, Ligier-Renault (31, motor)
- Jacques Laffite, Williams-Honda (23, motor)
- Derek Warwick, Renault (23, snurrade av)
- Manfred Winkelhock, ATS-BMW (22, snurrade av)
- Ayrton Senna, Toleman-Hart (19, motor)
- Marc Surer, Arrows-BMW (17, hjul)
- Nelson Piquet, Brabham-BMW (10, oljetryck)
- Piercarlo Ghinzani, Osella-Alfa Romeo (8, bränslepump)
- Michele Alboreto, Ferrari (7, motor)

### Förare som diskvalificerades
- Stefan Bellof, Tyrrell-Ford (varv 69)
- Stefan "Lill-Lövis" Johansson, Tyrrell-Ford (69)

## VM-ställning
| Förarmästerskapet 1. Niki Lauda, McLaren-TAG, 54 2. Alain Prost, McLaren-TAG, 53½ 3. Elio de Angelis, Lotus-Renault, 32 | Konstruktörsmästerskapet 1. McLaren-TAG, 107½ 2. Lotus-Renault, 45 3. Ferrari, 40½ |